# Берта Веллін
Берта Веллін (швед. Bertha Wellin; 1870–1951) — шведська політична діячка.

## Біографія
Народилася 11 вересня 1870 року в приході Торслунд у родині чиновника Алріка Велліна (Alrik Wellin) та його дружини Дженні Мелен (Jenny Melén).
Берта навчалася на медсестру в приватній лікарні Sophiahemmet у Стокгольмі. Після закінчення навчання працювала в Стокгольмській службі допомоги бідним. Була співзасновницею і членкинею ради директорів Шведської асоціації медсестер (Svensk sjuksköterskeförening, SSF) в 1910 році та її головою в 1914—1933 роках. З 1920 року Веллін входила до ради директорів в Комітеті медсестер країн Північної Європи. З 1911 року була редактором журналу «Svensk sjukskötersketidning».

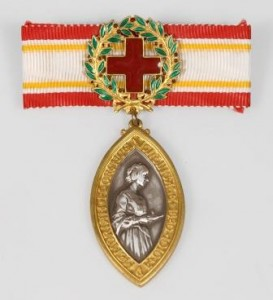
Медаль імені Флоренс Найтінгейл

Берта Веллін була членкинею кількох лікарняних рад Стокгольма. У 1912 році вона була обрана до стокгольмської міської Ради з права і в 1919 році — до Ради з питань охорони здоров'я. У 1921 році стала однією з п'яти перших жінок, обраних до парламенту Швеції після надання жінкам виборчого права. Серед них були: Неллі Тюринг, Елізабет Тамм і Агда Естлунд — у Нижній палаті, а також Керстін Гессельгрен — у Верхній палаті. Берта пропрацювала в парламенті до 1935 року, де займалася, перш за все, питаннями, що стосуються сестринської професії.
У 1935 році вона була нагороджена вищою нагородою Червоного Хреста для медсестер — медаллю імені Флоренс Найтінгейл.
Померла 27 липня 1951 року в Стокгольмі. Похована на міському Північному кладовищі (Норра бегравнінгсплатсен).